# 萩の台 (生駒市)
萩の台（はぎのだい）は、奈良県生駒市の町名。現行行政地名は萩の台、及び萩の台一丁目から五丁目。萩の台一丁目から五丁目では住居表示が実施済みとなっている。郵便番号は630-0224。

## 地理
生駒市南部に位置し、北に小瀬町、西に小平尾町、南に東山町、東に乙田町と接する。

## 河川
- 乙田川（笠松川[5]） - 竜田川の支流。

## 歴史
萩の台は元は乙田町（旧乙田村、大字乙田）の一部。
乙田西部の丘陵・多古田山は宅地造成に向いた場所で、昭和36年（1961年）頃から土地買収が進められた。土地を取得した近鉄不動産による第一次工事が昭和54年（1979年）12月に完了すると「萩の台住宅地」として販売が始まり、昭和55年（1980年）には近鉄萩の台駅が新設される。昭和58年（1983年）12月に萩の台住宅の第二次工事も完工し、その後萩の台住宅地自治区が発足した。
多古田山の北部、笠松川により作られた谷には古くから集落があったが、その地区も萩の台自治区と呼ばれるようになっており、後に両地区は「萩の台」として、乙田町から分離・独立した。

### 地名の由来
『万葉集』に「射鉤山飛火が嵬に萩の枝をしがらみ散らしさを鹿は妻呼び響む」とあり、そこから萩の字が取られた。

## 世帯数と人口
2019年（令和元年）10月1日現在の世帯数と人口は以下の通りである。
| 町丁         | 世帯数    | 人口    |
| ------------ | --------- | ------- |
| 萩の台       | 331世帯   | 857人   |
| 萩の台一丁目 | 400世帯   | 885人   |
| 萩の台二丁目 | 124世帯   | 278人   |
| 萩の台三丁目 | 369世帯   | 799人   |
| 萩の台四丁目 | 219世帯   | 488人   |
| 萩の台五丁目 | 166世帯   | 416人   |
| 計           | 1,609世帯 | 3,723人 |

### 人口の変遷
国勢調査による人口の推移。
| 1995年（平成7年）  | 4,146人 | [ 9 ]  |  |
| 2000年（平成12年） | 4,145人 | [ 10 ] |  |
| 2005年（平成17年） | 3,999人 | [ 11 ] |  |
| 2010年（平成22年） | 4,012人 | [ 12 ] |  |
| 2015年（平成27年） | 3,863人 | [ 13 ] |  |

### 世帯数の変遷
国勢調査による世帯数の推移。
| 1995年（平成7年）  | 1,287世帯 | [ 9 ]  |  |
| 2000年（平成12年） | 1,355世帯 | [ 10 ] |  |
| 2005年（平成17年） | 1,368世帯 | [ 11 ] |  |
| 2010年（平成22年） | 1,467世帯 | [ 12 ] |  |
| 2015年（平成27年） | 1,451世帯 | [ 13 ] |  |

## 事業所
2016年（平成28年）現在の経済センサス調査による事業所数と従業員数は以下の通りである。
| 町丁         | 事業所数 | 従業員数 |
| ------------ | -------- | -------- |
| 萩の台       | 10事業所 | 28人     |
| 萩の台一丁目 | 17事業所 | 57人     |
| 萩の台二丁目 | 5事業所  | 11人     |
| 萩の台三丁目 | 9事業所  | 113人    |
| 萩の台四丁目 | 3事業所  | 63人     |
| 萩の台五丁目 | 1事業所  | 6人      |
| 計           | 45事業所 | 278人    |

## 交通

### 鉄道
- 近鉄生駒線
  - 萩の台駅

### バス
- たけまる号
  - 萩の台線

## 施設
- 石福寺
- 生駒萩の台郵便局